# Siergiej Krikalow
Siergiej Konstantinowicz Krikalow (ros. Сергей Константинович Крикалёв; ur. 27 sierpnia 1958 w Leningradzie) – rosyjski kosmonauta, Lotnik Kosmonauta ZSRR.
Odbył 6 lotów kosmicznych. Przez prawie 10 lat był rekordzistą, jeśli chodzi o łączny czas spędzony w przestrzeni kosmicznej. W dniu 16 sierpnia 2005 o godzinie 1:44 czasu wschodnioamerykańskiego (EDT) pobił rekord Siergieja Awdiejewa, wynoszący 748 dni. Podczas sześciu lotów przebywał w kosmosie łącznie 803 dni, 9 godzin i 39 minut. Jego rekord pobił Giennadij Padałka pod koniec czerwca 2015 r.
Jest najbardziej doświadczonym rosyjskim astronautą. Dwukrotnie był w stałej załodze stacji kosmicznej Mir, również dwukrotnie był w składach stałych załóg Międzynarodowej Stacji Kosmicznej. Trzykrotnie brał udział w lotach amerykańskich wahadłowców. Osiem razy wychodził w otwartą przestrzeń kosmiczną.
Krikalow uzyskał przydomek „ostatniego obywatela ZSRR”, jako że w latach 1991–1992 spędził 311 dni, 20 godzin i 1 minutę na pokładzie stacji Mir. Wrócił na Ziemię już po rozpadzie Związku Radzieckiego.
15 lutego 2007 powierzono mu stanowisko wiceprezesa Korporacji Rakietowo-Kosmicznej „Energia” imienia S.P. Korolowa. Był odpowiedzialny za załogowe loty kosmiczne. W marcu 2009 został dyrektorem Centrum Wyszkolenia Kosmonautów im. J. Gagarina w Gwiezdnym Miasteczku, jego kontrakt zakończył się 27 marca 2014 i nie został przedłużony.

## Wykształcenie
Krikalow ukończył szkołę średnią w roku 1975. W 1981 r. ukończył studia na wydziale inżynierii mechanicznej w Leningradzkim Instytucie Mechaniki (obecnie jest to Bałtycki Państwowy Uniwersytet Techniczny).

## Praca wNPO Energia
W 1981 r., po ukończeniu studiów, Krikalow zatrudnił się w radzieckiej zakładach NPO Energia, zajmujących się produkcją elementów konstrukcyjnych oraz wyposażenia statków i stacji kosmicznych. Do jego obowiązków należało testowanie ekwipunku, planowanie metod wykonywania prac w kosmosie, uczestniczenie w naziemnych kontrolach sprzętu. W 1985 r., gdy uległa awarii stacja kosmiczna Salut 7, Krikalow brał udział w przygotowaniach do misji naprawczej. Pracował wówczas nad procedurami dokowania do stacji będącej poza kontrolą oraz naprawy jej systemów pokładowych.

## Stacja kosmiczna Mir
W roku 1985 Krikalow został zakwalifikowany do programu lotu kosmicznego. Rok później przeszedł szkolenie podstawowe. Przypisano go do lotu wahadłowca Buran. Na początku 1988 r. rozpoczął przygotowania do swojego pierwszego długotrwałego pobytu w kosmosie, na pokładzie stacji kosmicznej Mir. Szkolenie obejmowało przygotowanie do co najmniej sześciu spacerów kosmicznych, instalacji nowego modułu oraz pierwszy test załogowej jednostki manewrującej (zestawu rakiet przymocowanych do tylnej części skafandra kosmonauty, pozwalającego na poruszanie się poza pokładem wahadłowca). Po ukończeniu treningu, zakwalifikowano go do radziecko-francuskiej misji naukowej. Sojuz TM-7 wystartował z Ziemi 26 listopada 1988 r. W skład załogi wchodzili: Krikalow jako inżynier lotu, dowódca Aleksandr Wołkow oraz francuski astronauta Jean-Loup Chrétien. Poprzednia załoga (Władimir Titow, Musa Manarow oraz Walerij Polakow) pozostawała na stacji Mir jeszcze przez 25 dni od ich przybycia. W ten sposób został ustanowiony rekord w długości pobytu 6-osobowej załogi na orbicie okołoziemskiej. Gdy poprzednia grupa wróciła na Ziemię, Krikalow, Polakow i Wołkow kontynuowali badania na stacji Mir. Ponieważ przyjazd kolejnej załogi opóźniał się, przygotowali oni stację Mir do działania bezzałogowego, po czym powrócili na Ziemię 27 kwietnia 1989 r.
W kwietniu 1990 r. Krikalow rozpoczął przygotowania do swojego drugiego lotu w charakterze członka załogi rezerwowej. Miał uczestniczyć w ósmej długotrwałej misji na stacji Mir, która przewidywała również pięć spacerów kosmicznych oraz tydzień wspólnych radziecko-japońskich operacji. W grudniu 1990 r. Krikalow przygotowywał się do dziewiątej misji na stacji Mir, która obejmowała także dziesięć spacerów kosmicznych. Sojuz TM-12 wzbił się ponad atmosferę 19 maja 1991 r. Krikalow pełnił funkcję inżyniera lotu. Dowódcą ekspedycji był Anatolij Arcebarski. W locie uczestniczyła również brytyjska astronautka, Helen Sharman. Sharman wróciła na Ziemię po tygodniu, razem z poprzednią załogą, tymczasem Krikalow i Arcebarski pozostali na stacji Mir. W ciągu lata wykonali sześć spacerów kosmicznych, w trakcie których przeprowadzili różne badania oraz czynności związane z obsługą stacji.
W lipcu 1991 r. Krikalow zgodził się pozostać na stacji w charakterze inżyniera lotu kolejnej załogi, gdyż zrezygnowano z jednego spośród dwóch zaplanowanych lotów. Krikalow miał powrócić na Ziemię dopiero w październiku. Miejsce inżyniera lotu w misji Sojuza TM-13 zajął Toktar Aubakirow, astronauta z Kazachskiej Republiki Radzieckiej, który nie odbył przygotowania do misji długotrwałej. Razem z Franzem Viehböckiem, pierwszym w historii kosmonautą austriackim, oraz Arcebarskim, powrócił on na Ziemię w dniu 10 października 1991 r. Dowódca Aleksander Wołkow pozostał na pokładzie stacji Mir z Krikalowem. Po wymianie załogi, Wołkow i Krikalow prowadzili eksperymenty na orbicie, aż do 25 marca 1992 r., gdy ponownie stanęli na ziemskim globie.

## Wahadłowiec kosmiczny
W październiku 1992 r. agencja NASA ogłosiła, że w planowanej misji wahadłowca kosmicznego weźmie udział jeden z doświadczonych astronautów. Krikalow był jednym z dwóch kandydatów wytypowanych przez Roskosmos (rosyjską agencję kosmiczną) do uczestnictwa w specjalistycznym szkoleniu wraz z amerykańską załogą STS-60. W kwietniu 1993 r. Krikalow został wyznaczony na głównego specjalistę misji. We wrześniu 1993 r. zdecydowano, że w szkoleniu wraz z Krikalowem będzie uczestniczył Władimir Titow jako jego dubler.
Krikalow wziął udział w locie STS-60, pierwszej łączonej Amerykańsko-Rosyjskiej Misji Wahadłowca. W trakcie misji STS-60, rozpoczętej 3 lutego 1994 r., na orbitę wyniesiono platformy badawcze Space Habitation Module-2 oraz Wake Shield Facility. Podczas ośmiodniowego lotu, załoga wahadłowca Discovery przeprowadziła szereg eksperymentów związanych z materiałoznawstwem, a także dokonała obserwacji Ziemi i badania śladów życia. Krikalow wykonał kilka zabiegów przy użyciu Systemu Zdalnej Manipulacji (Remote Manipulator System). Pokonawszy odległość 130 obwodów orbity okołoziemskiej (6  370  334 km), STS-60 wylądował w Centrum Kosmicznym im. J.F. Kennedy’ego na Florydzie (Kennedy Space Center) w dniu 11 lutego 1994 r.
Po ukończeniu misji na wahadłowcu amerykańskim, Krikalow powrócił do służby w Rosji. Okresowo powracał do Centrum Kosmicznego im. Lyndona B. Johnsona w Houston, gdzie w Centrum Kontroli Lotów współpracował z amerykańskimi kontrolerami oraz naziemnymi kontrolerami w Rosji, wspierającymi łączone misje amerykańsko-rosyjskie. Krikalow uczestniczył w kontroli lotów wahadłowców STS-63, STS-71, STS-74 i STS-76.
W grudniu 1998 r. Krikalow wraz z Robertem Cabaną jako pierwsi przycumowali do Międzynarodowej Stacji Kosmicznej. Swój pobyt rozpoczęli od zapalenia świateł w jej pierwszym komponencie – amerykańskim module Unity.
W dniach od 4 do 15 grudnia 1998 r. Krikalow brał udział w locie STS-88 Endeavour – pierwszej misji montażowej na Międzynarodowej Stacji Kosmicznej. W ciągu 12 dni trwania misji, moduł Unity zintegrowano z rosyjskim modułem Zaria. Dwaj członkowie załogi wykonali trzy spacery kosmiczne, w toku których połączyli przewody i zainstalowali narzędzia/sprzęt do użytku w późniejszych spacerach kosmicznych. Załoga dokonała rejestracji swoich działań za pomocą kamer IMAX. Ponadto zainstalowali dwa satelity, a mianowicie: Mighty Sat 1 i SAC-A. Misja trwała 283 godziny i 18 minut.

## Międzynarodowa Stacja Kosmiczna

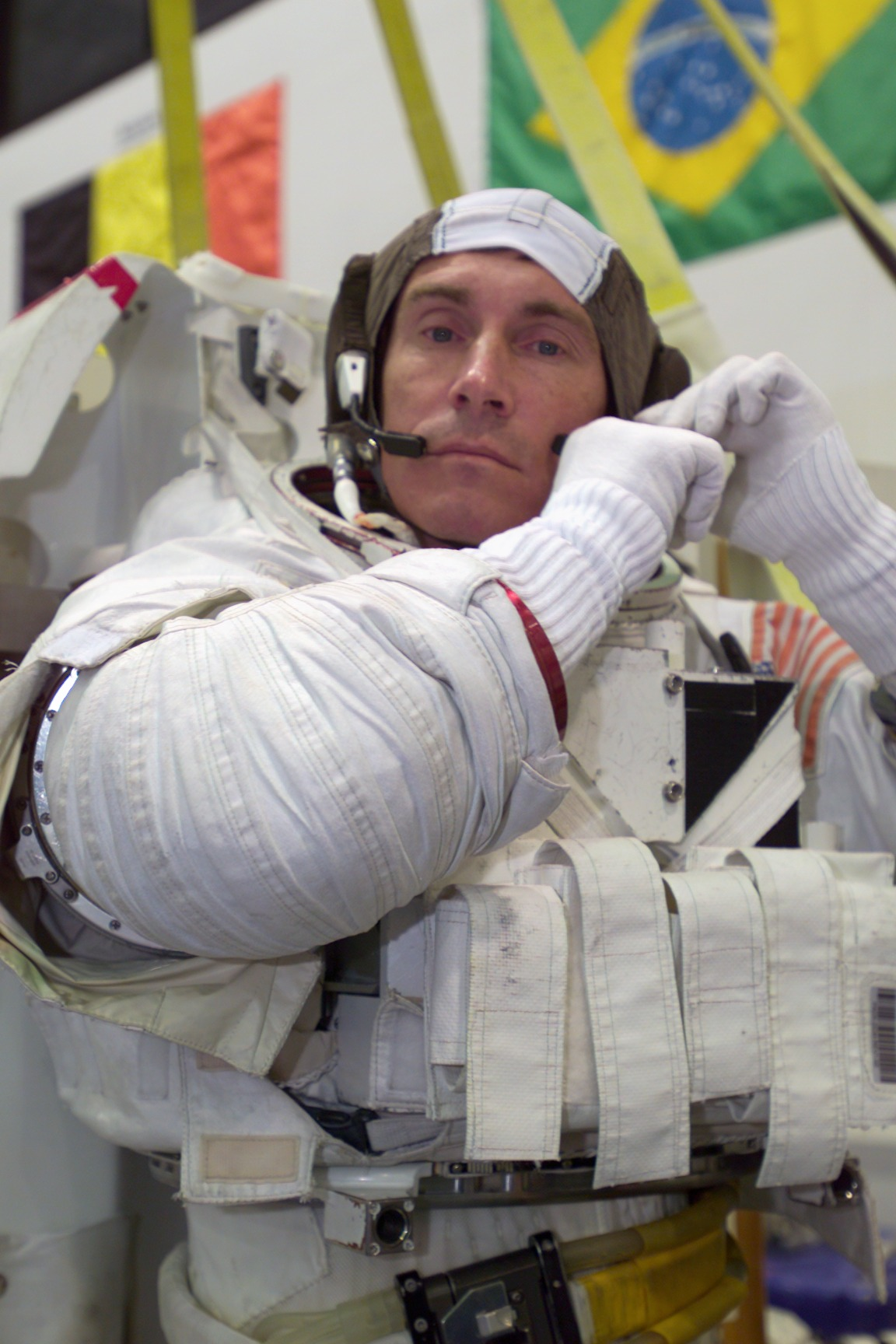
Krikalow zakłada treningowy skafander kosmiczny

Krikalow był członkiem załogi biorącej udział w Ekspedycji 1. Start nastąpił 31 października 2000 r. na pokładzie statku Sojuz, wystrzelonego z kosmodromu Bajkonur w Kazachstanie. Bez komplikacji dotarli na stację 2 listopada 2000 r. W trakcie pobytu na ISS mieli za zadanie przygotować wnętrze placówki orbitalnej dla kolejnych załóg. Otrzymali poza tym okazję przyjrzeć się rozrostowi stacji w związku z instalacją amerykańskiego panelu słonecznego (fotowoltaicznego) oraz modułu laboratoryjnego Destiny. Opuścili stację wraz z załogą lotu STS-102 w dniu 18 marca 2001 r. Wylądowali w Kennedy Space Center trzy dni później.
Później Krikalow dowodził lotem Ekspedycji 11. Mieszkał i pracował na Międzynarodowej Stacji Kosmicznej przez sześć miesięcy. Ekspedycja 11 wystartowała z kazachskiego kosmodromu Bajkonur 14 kwietnia 2005 r. na pokładzie statku Sojuz, a do Międzynarodowej Stacji Kosmicznej dotarła dwa dni później. Po 8 dniach współpracy z poprzednią załogą, Ekspedycja 11 przejęła kontrolę nad stacją. Plany misji zakładały wykonanie dwóch spacerów kosmicznych. Pierwszy odbył się w sierpniu. Załoga wyruszyła ze śluzy powietrznej „Quest” w amerykańskich skafandrach. Drugi spacer kosmiczny odbył się we wrześniu 2005 r. Kosmonauci ubrani w rosyjskie skafandry opuścili stację poprzez śluzę powietrzną Pirs.
Ekspedycja 11 opuściła ISS 10 października 2005 r. o godzinie 17:49. Tego samego dnia o 21:09, wylądowała w Kazachstanie. Na pokładzie stacji zastąpiła ją Ekspedycja 12 w składzie: William McArthur i Walerij Tokariew.
Współpraca Krikalowa z Międzynarodową Stacją Kosmiczną nie ograniczała się wyłącznie do jego pobytu na orbicie. 15 czerwca 2007 r. za pośrednictwem Rosyjskiego Centrum Kontroli Lotów poinstruował on inżyniera lotu Ekspedycji 15, Olega Kotowa, oraz dowódcę misji, Fiodora Jurczichina, jak włączyć uszkodzone systemy komputerowe w rosyjskim członie stacji.

## Wykaz lotów
| Loty kosmiczne, w których uczestniczył Siergiej Krikalow    | Loty kosmiczne, w których uczestniczył Siergiej Krikalow | Loty kosmiczne, w których uczestniczył Siergiej Krikalow | Loty kosmiczne, w których uczestniczył Siergiej Krikalow | Loty kosmiczne, w których uczestniczył Siergiej Krikalow | Loty kosmiczne, w których uczestniczył Siergiej Krikalow | Loty kosmiczne, w których uczestniczył Siergiej Krikalow |
| Lp.                                                         | Data startu                                              | Statek kosmiczny                                         | Data lądowania                                           | Statek kosmiczny                                         | Funkcja                                                  | Czas trwania                                             |
| ----------------------------------------------------------- | -------------------------------------------------------- | -------------------------------------------------------- | -------------------------------------------------------- | -------------------------------------------------------- | -------------------------------------------------------- | -------------------------------------------------------- |
| 1                                                           | 26 listopada 1988                                        | Sojuz TM-7                                               | 27 kwietnia 1989                                         | Sojuz TM-7                                               | inżynier lotu                                            | 151 dni 11 godzin 10 minut                               |
| 2                                                           | 18 maja 1991                                             | Sojuz TM-12                                              | 25 marca 1992                                            | Sojuz TM-13                                              | inżynier lotu                                            | 311 dni 20 godzin 1 minuta                               |
| 3                                                           | 3 lutego 1994                                            | STS-60 Discovery                                         | 11 lutego 1994                                           | STS-60 Discovery                                         | specjalista misji                                        | 8 dni 7 godzin 9 minut                                   |
| 4                                                           | 4 grudnia 1998                                           | STS-88 Endeavour                                         | 15 grudnia 1998                                          | STS-88 Endeavour                                         | specjalista misji                                        | 11 dni 19 godzin 18 minut                                |
| 5                                                           | 31 października 2000                                     | Sojuz TM-31                                              | 21 marca 2001                                            | STS-102 Discovery                                        | inżynier lotu                                            | 140 dni 23 godzin 38 minut                               |
| 6                                                           | 15 marca 2005                                            | Sojuz TMA-6                                              | 11 października 2005                                     | Sojuz TMA-6                                              | ISS-CDR                                                  | 179 dni 0 godzin 23 minuty                               |
| Łączny czas spędzony w kosmosie – 803 dni 9 godzin 39 minut |                                                          |                                                          |                                                          |                                                          |                                                          |                                                          |

## Odznaczenia i wyróżnienia
Krikalow należał do rosyjskich, a wcześniej radzieckich, narodowych związków lotniczych. W 1983 wywalczył tytuł mistrza Moskwy w akrobacjach lotniczych, a trzy lata później był już mistrzem Związku Radzieckiego w tej dyscyplinie.
Za swoje doświadczenie w lotach kosmicznych otrzymał liczne odznaczenia państwowe i międzynarodowe. Uhonorowano go m.in. tytułem Bohatera Związku Radzieckiego, Orderem Lenina, Orderem Honoru, francuskim tytułem Oficera Legii Honorowej oraz tytułem Bohatera Federacji Rosyjskiej. Krikalow otrzymał również trzykrotnie medale za loty kosmiczne, przyznawane przez amerykańską agencję NASA (NASA Space Flight Medal), a także raz NASA Distinguished Public Service Medal.
Poprzedni rekord łącznej długości czasu spędzonego w przestrzeni kosmicznej, należący do Siergieja Awdiejewa, pobił w trakcie 11. Ekspedycji na Międzynarodową Stację Kosmiczną.
W 2007 Siergiej Krikalow otrzymał honorowe obywatelstwo Sankt Petersburga, razem z dyrygentem Walerijem Giergijewem.
Dekretem Prezydenta Federacji Rosyjskiej Dmitrija Miedwiediewa, № 436 z 12 kwietnia 2011, został odznaczony Medalem „Za zasługi w podboju kosmosu”.
Stowarzyszenie Uczestników Lotów Kosmicznych (Association of Space Explorers) przyznało mu Universal Astronaut Insignia za lot orbitalny (nr 209).